# Ryan Kelly
Ryan Matthew Kelly (Carmel, Nueva York, 9 de abril de 1991) es un jugador de baloncesto estadounidense que pertenece a la plantilla del Fukui Blowinds de la B.League japonesa. Con 2,11 metros de altura, juega en la posición de ala-pívot.

## Trayectoria deportiva

### Universidad
Tras haber participado en 2009 en el prestigioso McDonald's All-American Game, jugó durante cuatro temporadas con los Blue Devils de la Universidad de Duke a las órdenes del entrenador Mike Krzyzewski, en las que promedió 7,5 puntos, 3,7 rebotes y 1,1 tapones por partido. En su primera temporada se proclamó campeón de la NCAA, tras derrotar en la final a los Butler Bulldogs.

### Profesional
Fue elegido en la cuadragésimo octava posición del Draft de la NBA de 2013 por Los Angeles Lakers, con los que firmó contrato el 20 de septiembre. Debutó como profesional ante Dallas Mavericks, consiguiendo 3 puntos.
El 20 de septiembre de 2016 fichó por los Atlanta Hawks, pero fue despedido el 19 de octubre tras haber disputado seis partidos de pretemporada. Dos días más tarde fichó por Boston Celtics, pero fue despedido al día siguiente. El 31 de octubre fichó de nuevo por Atlanta Hawks.
El 28 de junio de 2017 fue traspasado a los Houston Rockets, pero fue despedido diez días después. Tras no encontrar equipo en la NBA, aceptó la oferta del Betis Energía Plus de la Liga ACB, equipo con el que se comprometió en el mes de septiembre.

## Estadísticas de su carrera en la NBA

### Temporada regular
| Año     | Equipo      | PJ  | PT | MPP  | %TC  | %3P  | %TL   | RPP | APP | ROB | TPP | PPP |
| ------- | ----------- | --- | -- | ---- | ---- | ---- | ----- | --- | --- | --- | --- | --- |
| 2013-14 | L.A. Lakers | 59  | 25 | 22.2 | .423 | .338 | .815  | 3.7 | 1.6 | .5  | .8  | 8.0 |
| 2014-15 | L.A. Lakers | 54  | 32 | 23.7 | .337 | .336 | .832  | 2.8 | 1.8 | .6  | .5  | 6.4 |
| 2015-16 | L.A. Lakers | 36  | 0  | 13.1 | .369 | .135 | .685  | 3.4 | .6  | .4  | .3  | 4.2 |
| 2016-17 | Atlanta     | 9   | 0  | 5.2  | .300 | .400 | 1.000 | 1.1 | .6  | .4  | .2  | 1.1 |
| Total   | Total       | 156 | 59 | 19.6 | .380 | .314 | .797  | 3.2 | 1.4 | .5  | .5  | 6.2 |